# Слобожанське (Берестинський район)
Слобожанське (до 18 лютого 2016 — Чапаєве) — селище Берестинського району Харківської області України. 2668 меш.; цукроварня, асфальтобетонний завод.

## Географія
Селище міського типу Слобожанське знаходиться на річці Шляхова, вище за течією примикає до села Шляхове, нижче за течією примикає до села Олександрівське. До села примикає село Козацьке. На річці є кілька загат. До селища веде окрема (використовується тільки для потреб цукрового заводу) залізнична гілка від селища Кегичівка. Поруч із селищем є великі відстійники.

## Історія
- Селище засноване в 1899 році під назвою Циглерівка-Шляхове.
- У 1925 році радянською владою перейменоване на Чапаєве.
- В 2016 році в незалежній Україні перейменоване на Слобожанське.

Радянська влада встановлена в грудні 1917 року. Тоді ж націоналізований цукровий завод. Під час Другої світової війни нацисти спалили завод. Але до 1949 року підприємство вже виробляло цукор.
350 жителів Слобожанського були учасниками Другої світової війни на боці СРСР, з них 120 загинули, 16 осіб нагороджені орденами і медалями Союзу РСР. За мужність і відвагу, проявлені при форсуванні Дніпра, звання Героя Радянського Союзу присвоєно посмертно жителю села Парасковії І. Т. Даценко. Токар цукрового заводу І. Ф. Фомічов був учасником руху Опору Франції, в серпні 1944 року встановив червоний прапор над будівлею посольства СРСР у звільненому Парижі. На честь загиблих односельців в Слобожанському встановлено пам'ятник.

## Економіка
- Молочно-товарна ферма.
- Кегичівський хлібозавод.
- ТОВ «Цукрове» — цукровий завод.
- ПАТ «Насіннєве» — сільськогосподарське підприємство
- Асфальтний завод
- Насіннєвий завод.

## Об'єкти соціальної сфери
- Школа.
- Спортивний майданчик.
- Слобожанський краєзнавчий музей.